# Meinhard I, Conte de Gorizia
Meinhard I (n.c. 1102 – d. 1142) aparținând Casei de Gorizia, a fost advocatus (în germană Vogt) în Aquileia și conte de Gorizia (menționat cu acest titlu abia în anul morții sale). 

## Origine
Potrivit istoricilor Heinz Dopsch și Therese Meyer, tatăl lui Meinhard a fost contele Meginhard (al III-lea) din Lurngau lângă Lienz. 
Alte surse îl indică pe Henric I, advocatus în Aquileia, ca tată al lui Meinhard I, mama sa fiind Diemuta.
Un document al Patriarhiei Aquileia din anii 1120/1121 dovedește că Engelbert I, contele palatin (de Bavaria, d. 13/15 decembrie 1122/1123) era fratele lui Meinhard I. Datorită diferenței mari de vârstă (15-20 de ani) se presupune că cei doi au mame diferite.

## Biografie
Meinhard este menționat pentru prima dată în 1120/1121 într-un document al Patriarhiei de Aquileia (vezi nota 2), al cărei advocatus era. Deoarece în jurul anului 1120 apare ca exercitându-și funcția independent, trebuie ca el să fi fost în vârsta de cel puțin 14 ani, deci ar fi fost născut nu mai târziu de 1106. Documentul citat de istoricul Hermann Wiesflecker datat în iunie 1117 este foarte probabil un fals. Frații Meinhard I și Engelbert I sunt, de asemenea, menționați într-o donație nedatată a patriarhului Ulrich de Aquileia către o biserică Sf. Ioan, donație făcută probabil în jurul anului 1120. Din 1139 datează mai multe plângeri ale satelor patriarhiei datorate vameșilor nedrepți și nemiloși ai lui Meinhard. În ianuarie 1142 Meinhard apare ca martor al regelui Conrad al III-lea în Regensburg. Înainte de a muri în 1142 „Meginhardus comes de Gorza” a donat trei podgorii mănăstirii Sf. Petru din Salzburg. Aceasta este ultima menționare a lui Meinhard care conform necrologului din Aquileia și din Millstadt a murit pe 14 septembrie.

## Căsătorie și descendenți
Soția lui Meinhard a fost Elissa, o fiică a contelui Botho de Schwarzenburg (Bavaria) și a soției sale Petrissa. Elissa este menționată cu titlul de contesă de Gorizia într-o copie existentă a unui document emis de episcopul Reginmar de Passau în jurul anului 1130. Ea s-a născut cel târziu în 1103/1104 și a fost menționată ultima dată în jurul anului 1155/1157. Atribuirea originii ei acestui conte de Schwarzenburg nu este sigur corectă, întrucât nu există o altă sursă privitoare la părinții și la frații ei care au fost menționați documente parțial falsificate. Elissa a fost singura menționată ulterior.
Din căsătoria lui Meinhard cu Elissa au rezultat doi fii:
- Engelbert al II-lea conte de Gorizia, advocatus în Millstatt (menționat pentru prima dată în 1132 cu titlul de Conte de Eberstein, d. 13/16 ianuarie c. 1189);
- Henric I, conte de Gorizia (menționat pentru prima dată 1139, d. 10/11 octombrie 1148/1149).

De asemenea, unii istorici au atribuit cuplului două fiice a căror origine nu a fost stabilită cu precizie:
- Beatrix, călugăriță în mănăstirea Sf. Maria din Aquileia, menționată în perioada 1146 – 9 august 1161;
- o fiică al cărei nume nu este cunoscut (n. cel târziu în 1127/1128, menționată în jurul anului 1155/1157), căsătorită cu Otto al II-lea de Lengenbach/Rehberg (n. 1120 – d. 16 mai în sau după 1161).